# تراموا میلان
تراموا میلان (ایتالیایی: Rete tranviaria di Milano) سیستم تراموا در شهر میلان، ایتالیا است.
این تراموا که در سال ۱۸۸۱ تأسیس شده دارای ۱۷ خط، ۶۶۵ ایستگاه و ۱۸۱٫۸ کیلومتر طول می‌باشد.

## نگارخانه

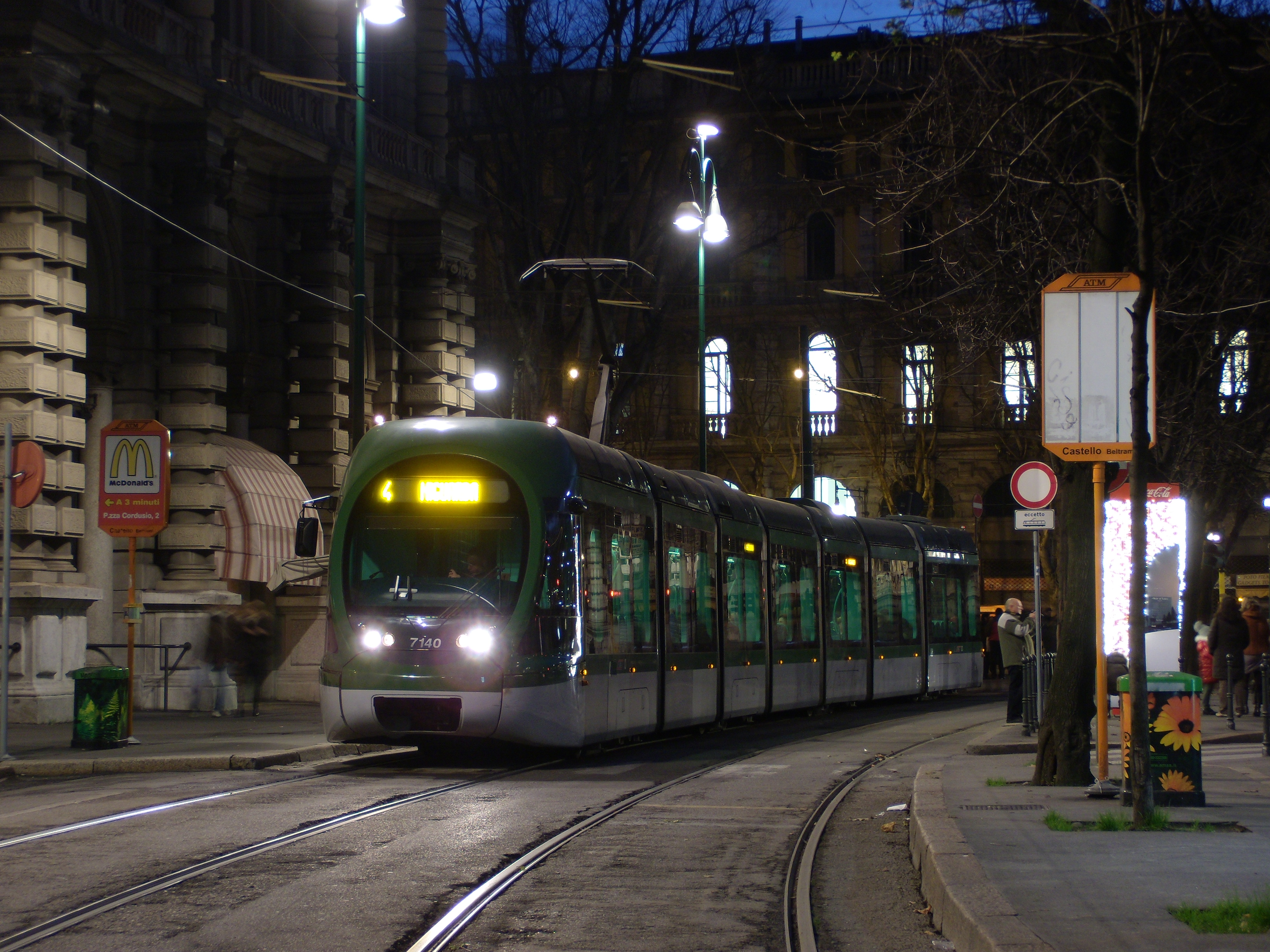
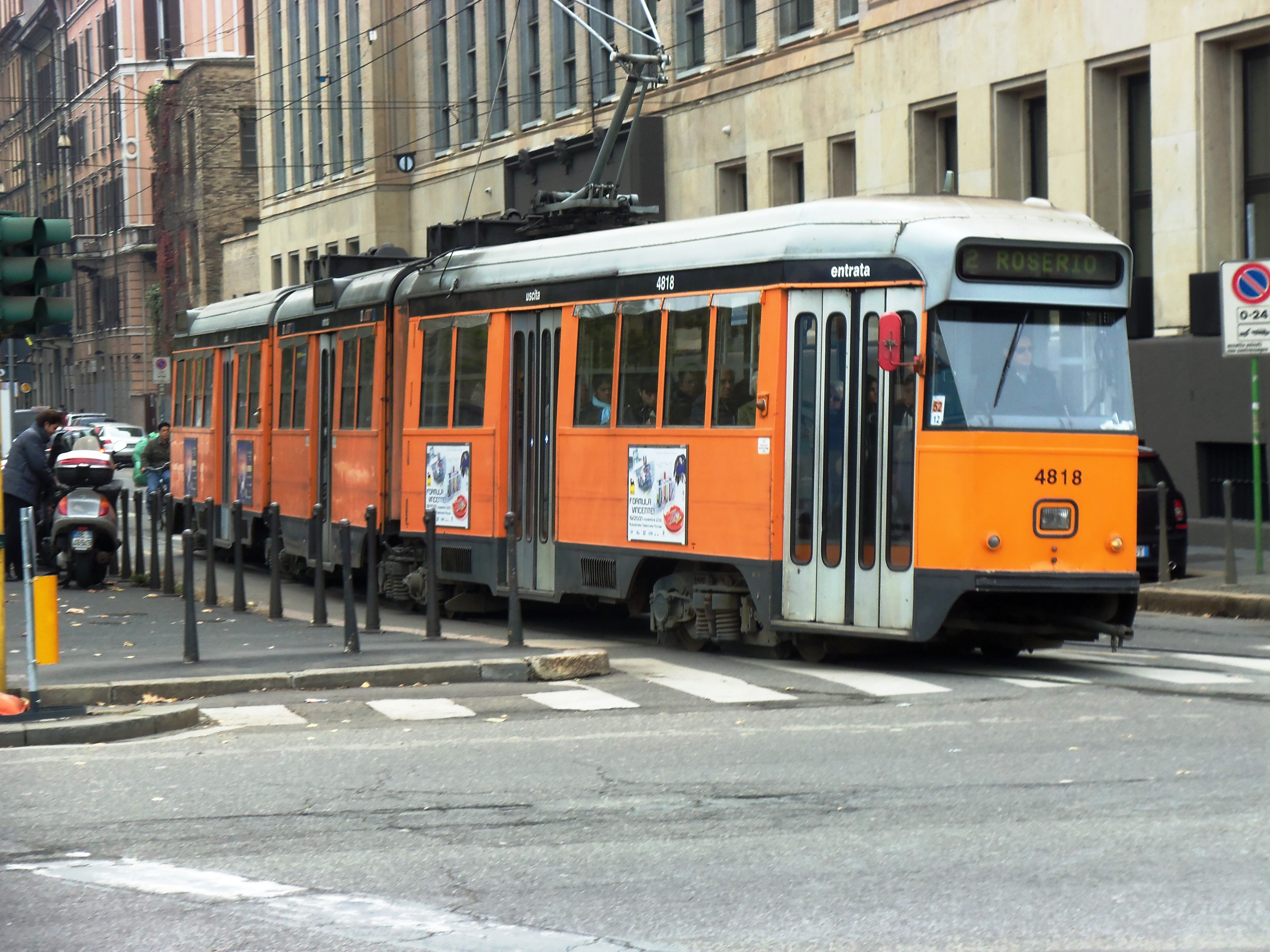
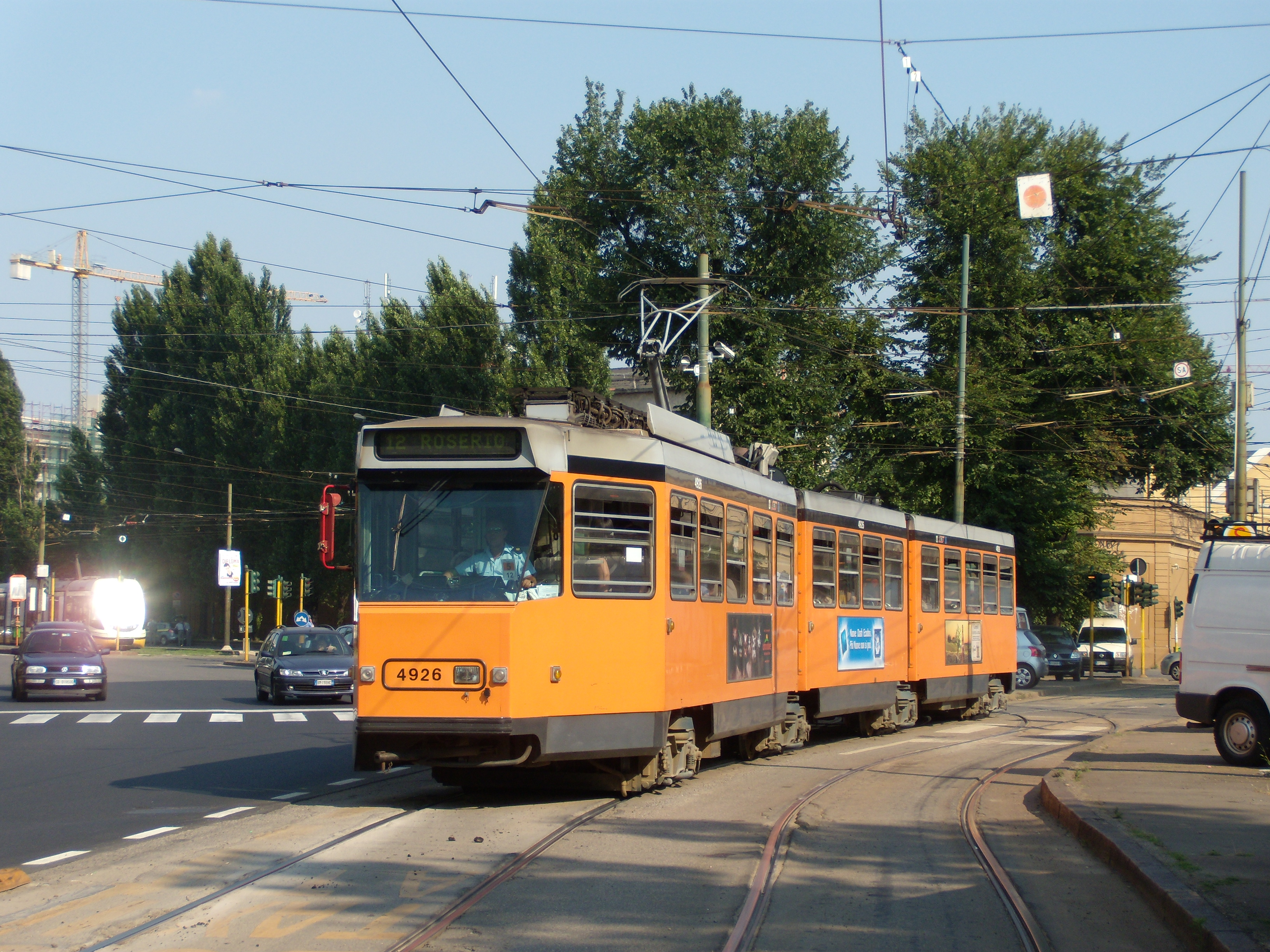
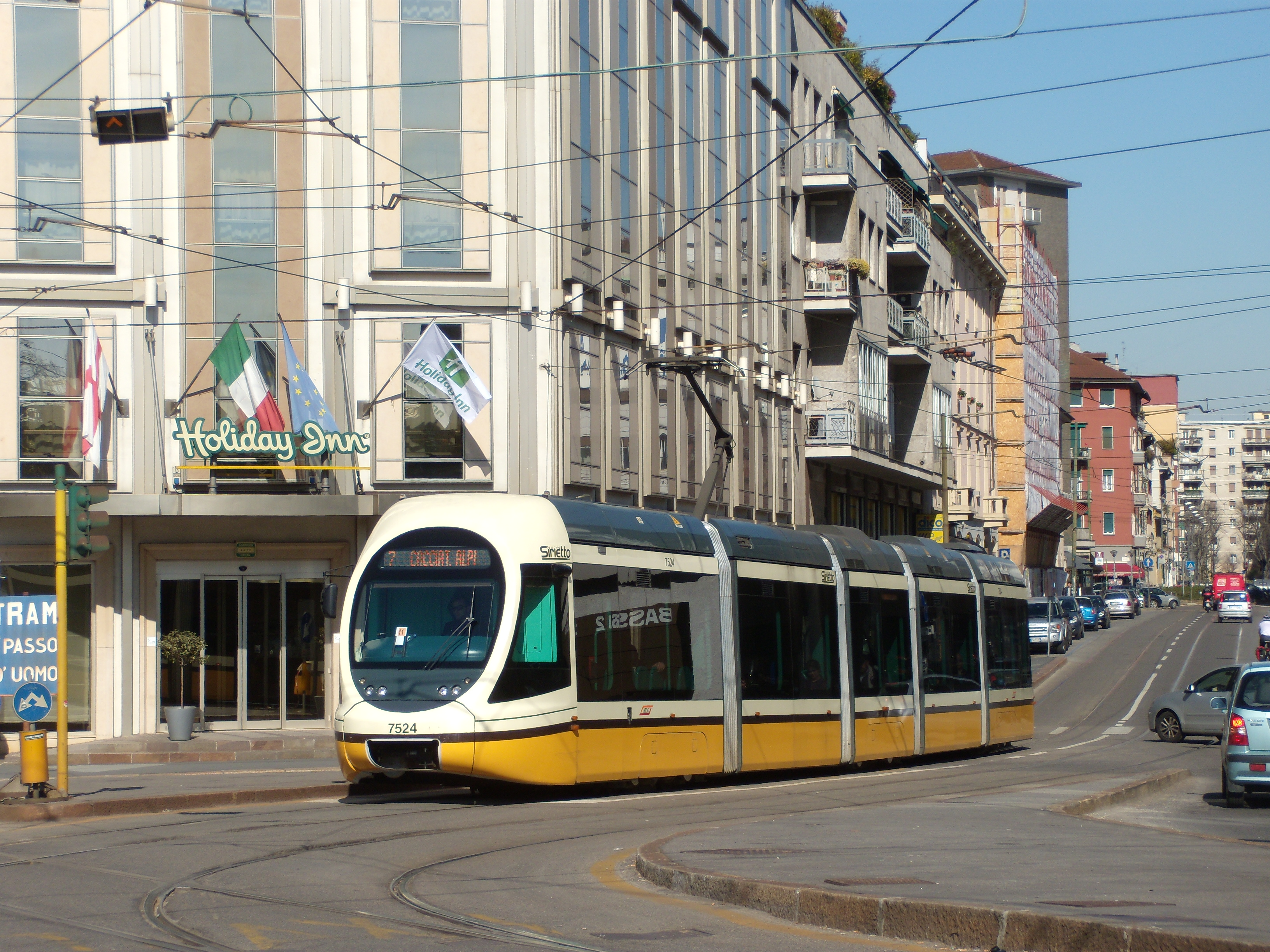